# Paleosminthurinae
Paleosminthurinae – wymarła podrodzina mrówek. Obejmuje 1 opisany rodzaj.

## Rodzaj
- Paleosminthurus Pierce & Gibron, 1962